# Епархия Макурди
Епархия Макурди (лат. Dioecesis Makurdensis) — епархия Римско-Католической церкви c центром в городе Макурди, Нигерия. Епархия Макурди входит в митрополию Абуджи.

## История
9 июля 1934 года Римский папа Пий XI издал буллу "Ad enascentis", которой учредил апостольскую префектуру Бенуэ, выделив её из апостольского викариата Южной Нигерии (сегодня – Архиепархия Оничи). 
18 апреля 1950 года апостольская префектура Бенуэ была переименована в апостольскую префектуру Отуркпо буллой "Laeto accepimus" Римского папы Пия XII.
18 апреля 1950 года и 14 июля 1955 года апостольская префектура Отуркпо передала часть своей территории апостольским префектурам Йолы (сегодня – Епархия Йолы) и Каббы (сегодня – Епархия Локоджи).
2 апреля 1959 года Римский папа Иоанн XXIII издал буллу Sacrosancta "Divini Magistri", которой преобразовал апостольскую префектуру Отуркпо в епархию, которая вошла в митрополию Лагоса.
16 июля 1959 года епархия Отуркпо вошла в митрополию Кадуны. 
28 июня 1960 года епархия Отуркпо была переименована в епархию Макурди. 
26 марта 1994 года епархия Макурди вошла в митрополию Абуджи. 
10 июля 1995 года и 5 декабря 2000 года епархия Макурди передала часть своей территории новым епархиям Отукпо и Лафиа. 

## Ординарии епархии
- епископ Giuseppe Kirsten CSSp (1937—1966);
- епископ Donal Joseph Murray CSSp (1968—1989);
- епископ Athanasius Atule Usuh (1989 — по настоящее время).

## Источник
- Annuario Pontificio, Libreria Editrice Vaticana, Città del Vaticano, 2003, ISBN 88-209-7422-3
- Булла Ad enascentis, AAS 27 (1935), стр. 323  (лат.)
- Булла Laeto accepimus, AAS 42 (1950), стр. 615  (лат.)
- Булла Sacrosancta Divini Magistri (лат.)